# Al-Daur (distrito)
O distrito de Al-Daur (em árabe: قضاء الدور)é um distrito da província de Saladino, no Iraque. A sua capital é Al-Daur.